# Thecomyia bonattoi
Thecomyia bonattoi är en tvåvingeart som beskrevs av Luciane Marinoni och Steyskal 2003. Thecomyia bonattoi ingår i släktet Thecomyia och familjen kärrflugor.
Artens utbredningsområde är Panama. Inga underarter finns listade i Catalogue of Life.